# All Hooked Up
All Hooked Up е осмият сингъл на британската поп група Ол Сейнтс, издаден на 15 януари 2001 година. Той е вторият им поред сингъл на 7 място в родината им. Във Великобритания сингълът има реализирани продажби от 54 хиляди 699 копия.

## Списък

### CD 1
1. „All Hooked Up“ (сингъл версия) – 3.49
2. „All Hooked Up“ (Architechs вокален mix) – 4.06
3. „All Hooked Up“ (K-Gee Remix редактиран) – 3.26

### CD 2
1. „All Hooked Up“ (сингъл версия) – 3.49
2. „Black Coffee“ (втора версия) – 5.01
3. „Never Ever“ – 6.24
4. „All Hooked Up“ (видео) – 3.49

### CD макси сингъл
1. „All Hooked Up“ (сингъл версия) – 3.49
2. „All Hooked Up“ (Architechs вокален mix) – 4.06
3. „All Hooked Up“ (K-Gee Remix редактиран) – 3.26
4. „All Hooked Up“ (видео) – 3.49

### Касета
1. „All Hooked Up“ (сингъл версия) – 3.49
2. „All Hooked Up“ (Architechs вокален mix) – 4.06